# كامب لازلو: أين لازلو؟
كامب لازلو: أين لازلو؟ هو فيلم رسوم متحركة تلفزيوني أمريكي من تأليف جو موراي وإنتاج كرتون نتورك ستوديوز وهو استكمالًا لمسلسل كامب لازلو، تم إصداره خلال عرض الموسم الثالث من كامب لازلو، عرض الفيلم لأول مرة في 18 فبراير 2007 على قناة كرتون نتورك
في العالم العربي تمت دبلجة الفيلم للعربية من قبل استديو إيمدج برودكشن هاوس وعرض على قناة كرتون نتورك بالعربية في 19 أغسطس 2012

## وصلات خارجية
- كامب لازلو: أين لازلو؟ على موقع IMDb (الإنجليزية)
- كامب لازلو: أين لازلو؟ على موقع قاعدة بيانات الفيلم (الإنجليزية)
- كامب لازلو: أين لازلو؟ على موقع ليتربوكسد (الإنجليزية)